# Chevrolet Series F
Cet article concerne la Chevrolet Series F de 1917. Pour la Chevrolet Superior Series F de 1924, voir Chevrolet Superior.
La Chevrolet Series F de 1917 est une automobile américaine fabriquée par Chevrolet.  
Elle succède à la Series H, avec un empattement plus long et d'autres améliorations, mais le même moteur. Elle a été remplacée en 1918 par la Series FA, qui avait un moteur plus gros et plus puissant. 

## Caractéristiques techniques
La F avait un empattement de 108 pouces. Elle avait le même moteur à quatre cylindres que la H, avec une cylindrée de 171 pouces cubes et 24 chevaux.

## Spécifications du moteur
- Vanne de tête
- En ligne
- Bloc en fonte à quatre cylindres
- Alésage et course: 3 11/16 × 4 po
- Déplacement: 171 cid
- Puissance de freinage: 24 HP
- Paliers principaux: trois
- Poussoirs de soupape: solide
- Carburateur: Zenith double jet[1]

## Modèles
La Series F a conservé les noms de modèle et les styles de carrosserie de la Series H qu'elle a remplacée : le roadster F-2 modèle Royal Mail et la voiture de tourisme ouverte F-5 modèle Baby Grand.
Sur les deux modèles, les ailes avant suivaient une ligne droite de derrière le centre des roues avant jusqu'au marchepied.